# Герітедж (хребет)
Герітедж (англ. Heritage Range, укр. Спадщина) — гірський хребет помірної висоти в західній Антарктиді (79°45′0″ пд. ш. 83°0′0″ зх. д. / 79.75000° пд. ш. 83.00000° зх. д.), належить до гірської системи Елсворта і утворює її південну частину.

## Географія
Хребет Герітедж розташований у Західній Антарктиді, в Землі Елсворта, вздовж західного — південно-західного краю шельфового льодовика Ронне, в основі Антарктичного півострова, приблизно за 1 000 км від Південного полюса, в південній частині гір Елсворта. Хребет простягся в напрямку: північ — північний захід на південь — південний схід на 160 км, при ширині до 48 км, за іншими даними: довжина хребта становить 199 км, ширина — до 100 км, площа — 19 387 км². Він відокремлений від значно вищого північного хребта Сентінел — широким, до 9 км, льодовиком Міннесота. На північному заході лежить невисокий хребет Бастьєн — відокремлений широким льодовиком Німіц.
Хребет включає в себе значну кількість невеликих (10-30 км) хребтів, масивів, ланцюгів скель та висот, окремих груп піків, розділених між собою численними льодовиками та долинами. Найбільші льодовики: Сплаттстоссер (65 км), Юніон (86 км).

## Відкриття та дослідження
Північну частину хребта, ймовірно, вперше побачили члени експедиції американського полярного дослідника Лінкольна Елсворта 23 листопада 1935 року в ході виконання транс-антарктичного повітряного перельоту із острова Данді (Антарктичний півострів) до шельфового льодовика Росса.
14 грудня 1959 року, південну частину хребта вперше було помічено в ході розвідувального польоту зі станції Берд, який виконали Е. К. Тіль, Ж. К. Креддок та Е. С. Робінсон. Команда приземлилась на льодовику на Піпес-пік 26 грудня 1959 року, в північно-західній частині хребта.
У 1962–1963 та 1963–1964 антарктичні сезони, геологічна експедиція університету Мінесоти зробила геологічні та картографічні дослідження хребта. Весь хребет був відображений у матеріалах аерофотознімків зібраних Геологічною служби США (USGS) по даних ВМС США у 1961–1966 роках.
Консультативний комітет США з антарктичних назв (US-ACAN) присвоїв імена топографічним одиницям хребта, які стосуються теми американської культурної спадщини, а сам хребет отримав назву: «Герітедж» (англ. Heritage Range).

## Найвищі вершини та піки
| №  | Назва           | Назва англійською | Висота, м | Координати                                                  | Хребет, масив, гора |
| -- | --------------- | ----------------- | --------- | ----------------------------------------------------------- | ------------------- |
| 1  | Бурсік          | Mount Bursik      | 2500      | 79°43′ пд. ш. 84°23′ зх. д. / 79.717° пд. ш. 84.383° зх. д. | Соголт              |
| 2  | Макалестер      | Mount Macalester  | 2430      | 79°41′ пд. ш. 84°20′ зх. д. / 79.683° пд. ш. 84.333° зх. д. | Соголт              |
| 3  | Споурлі         | Mount Sporli      | 2255      | 79°33′ пд. ш. 83°36′ зх. д. / 79.550° пд. ш. 83.600° зх. д. | Піонер              |
| 4  | Завіс-Пік       | Zavis Peak        | 2195      | 79°23′ пд. ш. 86°8′ зх. д. / 79.383° пд. ш. 86.133° зх. д.  | Уступ Фундаторів    |
| 5  | Масив Андерсона | Anderson Massif   | 2190      | 79°10′ пд. ш. 84°45′ зх. д. / 79.167° пд. ш. 84.750° зх. д. | Масив Андерсона     |
| 6  | Ґуарцелло       | Guarcello Peak    | 2050      | 79°55′ пд. ш. 83°10′ зх. д. / 79.917° пд. ш. 83.167° зх. д. | Ентерпрайз          |
| 7  | Молдер          | Moulder Peak      | 1860      | 80°5′ пд. ш. 83°2′ зх. д. / 80.083° пд. ш. 83.033° зх. д.   | Ліберті             |
| 8  | Форделл         | Mount Fordell     | 1670      | 80°19′ пд. ш. 82°9′ зх. д. / 80.317° пд. ш. 82.150° зх. д.  | Марбл               |
| 9  | Сіммонс         | Mount Simmons     | 1590      | 80°22′ пд. ш. 81°45′ зх. д. / 80.367° пд. ш. 81.750° зх. д. | Незалежності        |
| 10 | Петріот         | Patriot Hills     | 1250      | 80°20′ пд. ш. 81°25′ зх. д. / 80.333° пд. ш. 81.417° зх. д. | Петріот             |

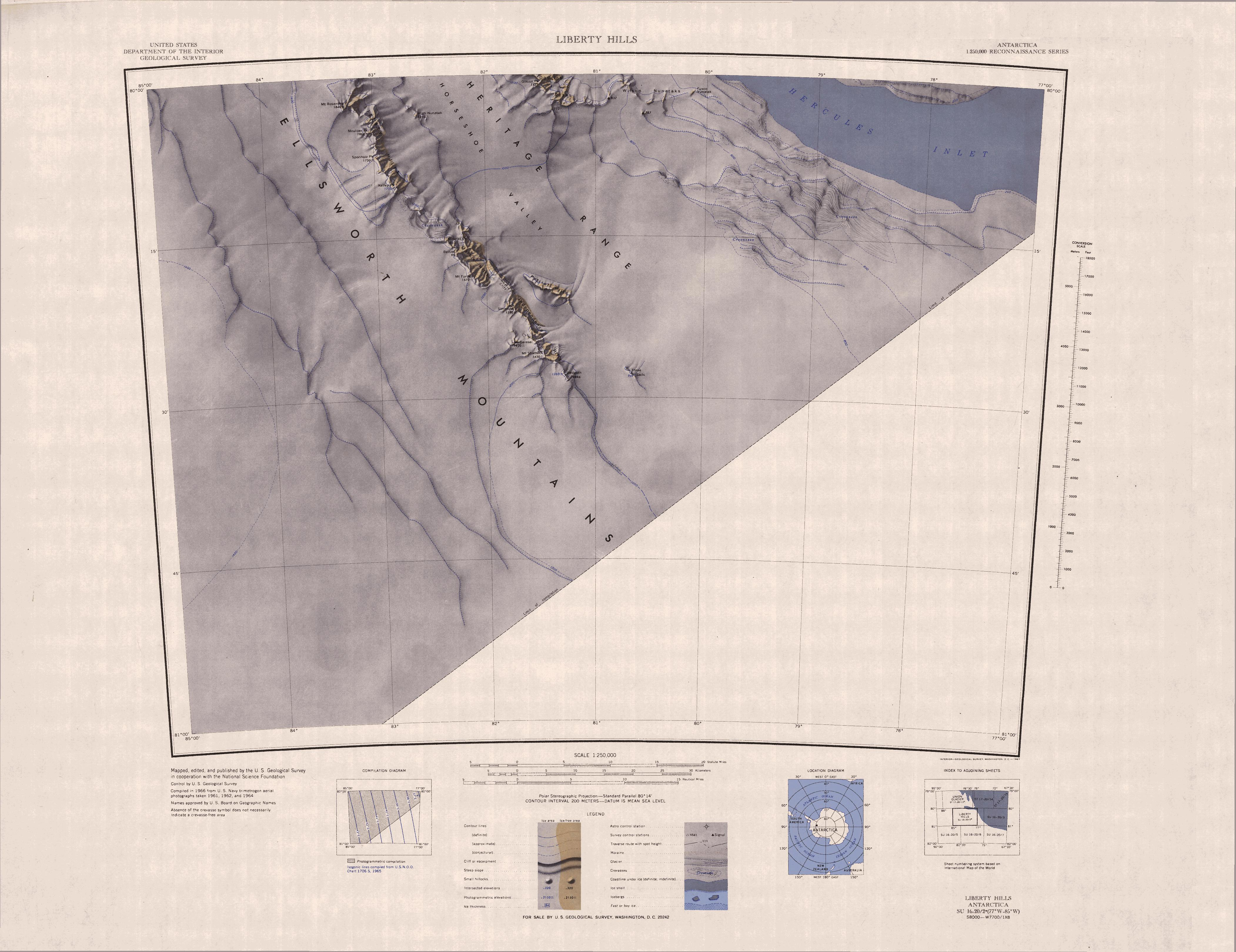
Хребет Герітедж. Південна частини

Також до хребта Герітедж відносяться такі невеликі висоти, хребти та піки, як: Гросс (1720 м), піки Фундаторів (Вінд-пік, 1810 м), хребет Сейфкер (1550 м), висоти Ватлак (Твісс, 2000 м), піки Дуглас (Ґльоззі-пік, 1475 м), та інші.